# Chrysopini
Tribu
Les Chrysopini sont une tribu d'insectes de l'ordre de névroptères, de la famille des Chrysopidae et de la sous-famille des Chrysopinae.

## Taxinomie
Les espèces de la tribu se répartissent en une trentaine de genres :
- Anomalochrysa McLachlan, 1883
- Apertochrysa Tjeder, 1966
- Atlantochrysa Hölzel, 1970
- Austrochrysa Esben-Petersen, 1928
- Borniochrysa Brooks & Barnard, 1990
- Brinckochrysa Tjeder, 1966
- Ceraeochrysa Adams, 1982
- Ceratochrysa Tjeder, 1966
- Chrysemosa Brooks & Barnard, 1990
- Chrysocerca Weele, 1909
- Chrysopa Leach in Brewster, 1815
- Chrysoperla Steinmann, 1964
- Chrysopidia Navás, 1911
- Chrysopodes Navás, 1913
- Cunctochrysa Hölzel, 1970
- Dichochrysa Yang, 1991
- Eremochrysa Banks, 1903
- Glenochrysa Esben-Petersen, 1920
- Himalochrysa Hölzel, 1973
- Kostka Navás, 1913
- Mallada Navás, 1925
- Meleoma Fitch, 1855
- Nineta Navás, 1912
- Parachrysopiella Brooks & Barnard, 1990
- Peyerimhoffina Lacroix, 1920
- Plesiochrysa Adams, 1982
- Rexa Navás, 1920
- Suarius Navás, 1914
- Tumeochrysa Needham, 1909
- Ungla Navás, 1914
- Yumachrysa Banks, 1950

Selon the Paleontology Data Base, il existe aussi des espèces fossiles dans le genre Chrysopa datant du Miocène et trouvées en République Dominicaine, en Russie et en Roumanie.